# Kostelec nad Černými lesy
Kostelec nad Černými lesy (niem. Schwarzkosteletz) − miasto w Czechach, w kraju środkowoczeskim. Według danych z 31 grudnia 2003 powierzchnia miasta wynosiła 1 771 ha, a liczba jego mieszkańców 3 264 osób.

## Demografia
| Rok             | 1970  | 1980  | 1991  | 2001  | 2003  |
| --------------- | ----- | ----- | ----- | ----- | ----- |
| Liczba ludności | 3 254 | 3 211 | 3 164 | 3 245 | 3 264 |

Źródło: Czeski Urząd Statystyczny